# Lucia Morico
Lucia Morico (ur. 12 grudnia 1975 w Fano) – włoska judoczka.
Na Igrzyskach Olimpijskich w Atenach w 2004 zdobyła brązowy medal w wadze półciężkiej (ex aequo z Kubanką Yurisel Laborde). Do jej osiągnięć należy również pięć medali mistrzostw Europy: złoty (2003), trzy srebrne (2000, 2002, 2004) i brązowy (2005). Trzecia na uniwersjadzie w 1999. Wygrała igrzyska wojskowe w 2003. Wojskowa mistrzyni świata w 2001 i druga w 2002. Złota medalistka igrzysk śródziemnomorskich w 2001 i trzecia 2005. Ośmiokrotnie była mistrzynią Włoch (1993, 2000, 2001, 2002, 2003, 2004, 2005, 2006). 